# ويليام اوبراين
ويليام اوبراين (بالإنجليزية: William O'Brien )‏ (و. 1852 – 1928 م) هو صحفي، وسياسي أيرلندي، توفي في لندن، عن عمر يناهز 76 عاماً.

## مناصب
تولى منصب عضو برلمان المملكة المتحدة الـ30 (18 فبراير 1914–25 نوفمبر 1918)
- عضو برلمان المملكة المتحدة الـ30 (3 ديسمبر 1910–19 يناير 1914)
- عضو برلمان المملكة المتحدة الـ29 (15 يناير 1910–21 فبراير 1910)[5]
- عضو برلمان المملكة المتحدة الـ29 (15 يناير 1910–28 نوفمبر 1910)[5]
- عضو برلمان المملكة المتحدة الـ28 (12 يناير 1906–27 مارس 1909)
- عضو برلمان المملكة المتحدة الـ27 (19 أغسطس 1904–8 يناير 1906)
- عضو برلمان المملكة المتحدة الـ27 (1 أكتوبر 1900–1 يناير 1904)[5]
- عضو برلمان المملكة المتحدة الـ25 (4 يوليو 1892–31 يناير 1893)[6]
- عضو برلمان المملكة المتحدة الـ25 (4 يوليو 1892–15 يونيو 1895)
- عضو برلمان المملكة المتحدة الـ24 (16 مايو 1887–28 يونيو 1892)[6]
- عضو برلمان المملكة المتحدة الـ23 (24 نوفمبر 1885–26 يونيو 1886)[6]
- عضو برلمان المملكة المتحدة الـ22 (24 يناير 1883–18 نوفمبر 1885).[6]

## روابط خارجية
- ويليام اوبراين على موقع الموسوعة البريطانية (الإنجليزية)